# 上田ゆう子
上田 ゆう子（うえだ ゆうこ、1971年9月26日 - ）は、日本の女優、声優。

## 来歴・人物
福岡県北九州市出身。
東京シアターカンパニー養成所、シェークスピアシアター研究所卒業。劇団サクランボ吹雪主宰。プロダクション・タンク所属。
特技は日本舞踊（藤間流）、ピアノ、テニス、陸上競技（短距離走）。資格は普通自動車免許。
方言は小倉弁、宮崎弁で、方言指導を担当することもある。

## 出演

### テレビドラマ
- AKBホラーナイト アドレナリンの夜（声の出演）
- コンフィデンスマンJP
- 櫻子さんの足下には死体が埋まっている（声の出演）
- 重版出来!（方言指導）
- 新宿セブン
- 西郷どん（北九州ことば指導）
- ダブル・ファンタジー
- 釣りバカ日誌〜新入社員 浜崎伝助〜（方言指導）
- 樋口一葉物語
- ホテルコンシェルジュ（方言指導）
- 八月は夜のバッティングセンターで。（2021年） - 天野佳苗の母の声 役

### テレビ番組
- 奇跡体験!アンビリバボー
- 総合診療医ドクターG
- 壮絶人生ドキュメント プロ野球選手の妻たち
- ためしてガッテン
- チョイス@病気になったとき
- 中居正広の金曜日のスマイルたちへ

### テレビアニメ
2014年
- トライブクルクル（セツコ）

2015年
- 銀魂゜（おばば）

2017年
- 名探偵コナン（2017年 - 2020年、管理人、宗近の妻、大家）
- サクラクエスト（八木沼節子）

2018年
- 中間管理録トネガワ（岡村）

2019年
- どろろ（老婆）
- ヴィンランド・サガ（母親）

2020年
- 映像研には手を出すな!（料亭の女将）

2021年
- SELECTION PROJECT（当麻つね）
- 境界戦機（不動カオル）

2022年
- ハコヅメ〜交番女子の逆襲〜（女性教師）
- ニンジャラ（2022年 - 2023年、老婆）
- チェンソーマン（カース）

2023年
- 火狩りの王（神族）
- 天国大魔境（吉野）
- AIの遺電子（教頭）
- オーバーテイク!（親族）
- ゾン100〜ゾンビになるまでにしたい100のこと〜（モブバアA）

2024年
- ガールズバンドクライ（清掃のおばちゃん）
- 烏は主を選ばない（初音の同僚）

2025年
- 謎解きはディナーのあとで（平山茉生）
- アン・シャーリー（近所のおばさん）

### 劇場アニメ
- 岬のマヨイガ（2021年、隣人・女性）
- らくだい魔女 フウカと闇の魔女（2023年、悪魔）
- アリスとテレスのまぼろし工場（2023年、市民F）
- 窓ぎわのトットちゃん（2023年、女性）

### Webアニメ
- キャノン・バスターズ（2019年）
- 無限の住人-IMMORTAL-（2020年、女）

### 吹き替え

#### 映画
- スター・ウォーズ/スカイウォーカーの夜明け（アディ・ガリア）
- DCエクステンデッド・ユニバース
  - ハーレイ・クインの華麗なる覚醒 BIRDS OF PREY
  - ワンダーウーマン 1984
  - ブラックアダム[10]
- ライオン・キング:ムファサ[11]

#### ドラマ
- 狼の食卓
- ギャップ・ザ・シリーズ（ヌット）
- グッド・ワイフ
- ゲットダウン（クルス夫人）
- ザ・キーパーズ
- 高い城の男（田上美智子）
- ハンド・オブ・ゴッド
- フランケンシュタイン・クロニクル
- ブロードチャーチ〜殺意の町〜
- ヘチ 王座への道（チョン尚官）
- マッドメン
- 名探偵ポワロ
- Major Crimes 〜重大犯罪課

#### テレビ番組
- プロジェクト・ランウェイ16（エイミー・ボンド）

#### アニメ
- カーズ・オン・ザ・ロード（グリスウォルド）
- スター・ウォーズ/クローン・ウォーズ (テレビアニメ)（アディ・ガリア）
- ザ・シンプソンズ  (アグネス・スキナー〈2代目〉)

### ボイスオーバー
- ソーイング・ビー（リンダ）
- 地球ドラマチック
- ドキュランドへようこそ

### VP
- 国税庁

### 舞台
- 劇団ここかしこの風
  - アパトリッド・カルチェ・リブレ
  - キッシュ
  - くろ鉄ジョニー
  - 地下室ラプソディー
  - 罪とラヂオ
  - 東京デ見ル雪
  - 兎に角
  - ハイカラ
  - fly the nest
  - ユーロビートコンビナート
  - ら・ら・ら・ラビット
- 現代制作舎+グループ虎公演
  - ああ、結婚!
  - いつも心に太陽を
  - 清水邦夫作品集
  - 新宿のありふれた夜
  - 灰とダイヤモンド
  - 飛龍伝
  - マカブルタンツ
  - 笑う警官
- 近童弐吉プロデュース公演
  - 四月の魚
  - マスターレター
- 沢竜二事務所
  - 沢竜二名作劇場
- シグナスプロデュース公演
  - キャット・フード
  - ポジティブネガティブ
  - ホワイト・クリスマス
- 夏の大三角形客演
  - DR｡